# Darién-Projekt
Koordinaten: 8° 50′ 2″ N, 77° 37′ 54″ W

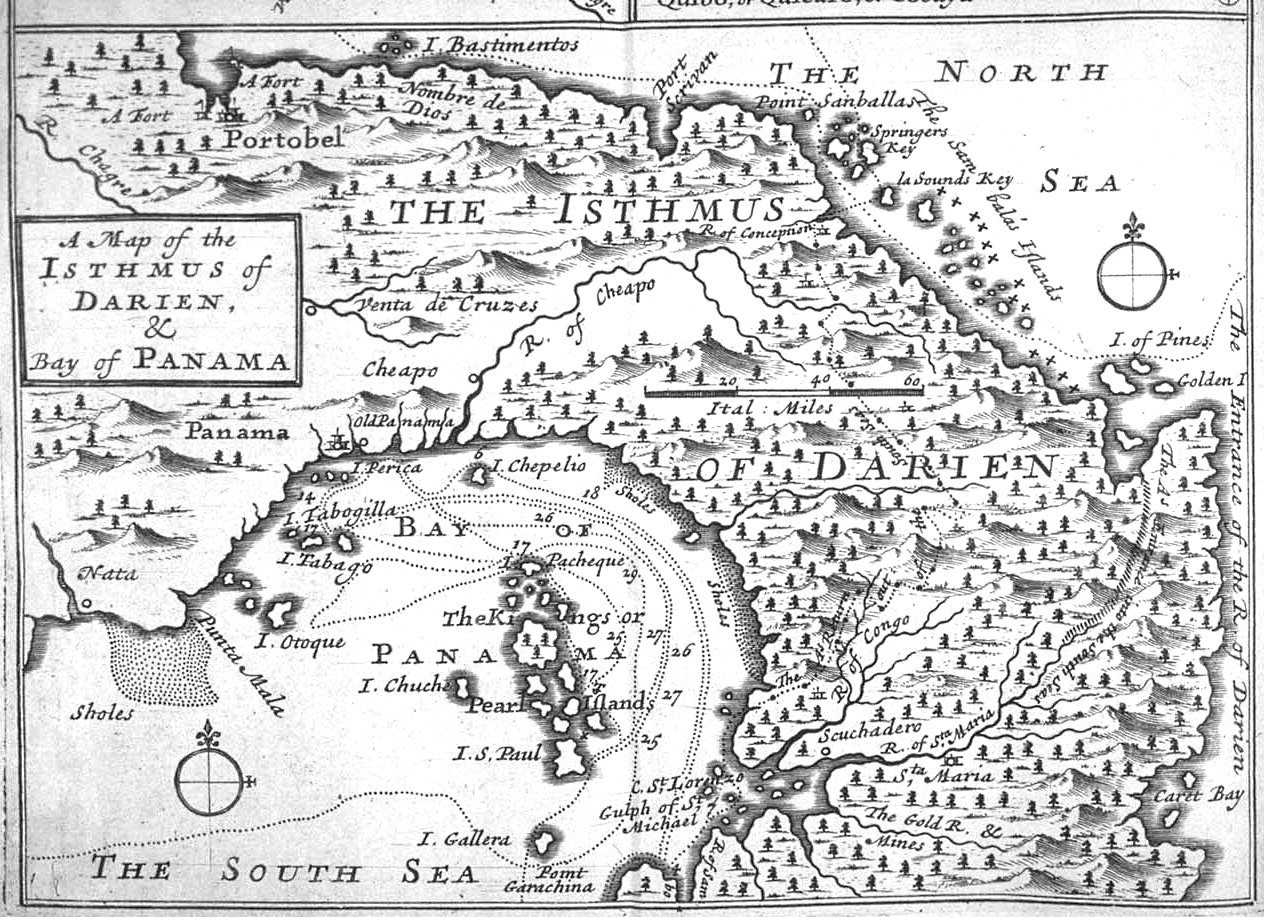
Karte des Isthmus von Darién und Panama. Aus „A New Voyage Round the World“. London 1697.

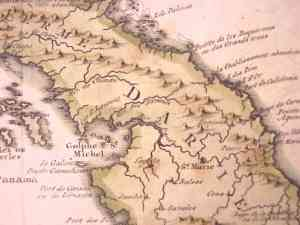
Darién im 17. Jahrhundert

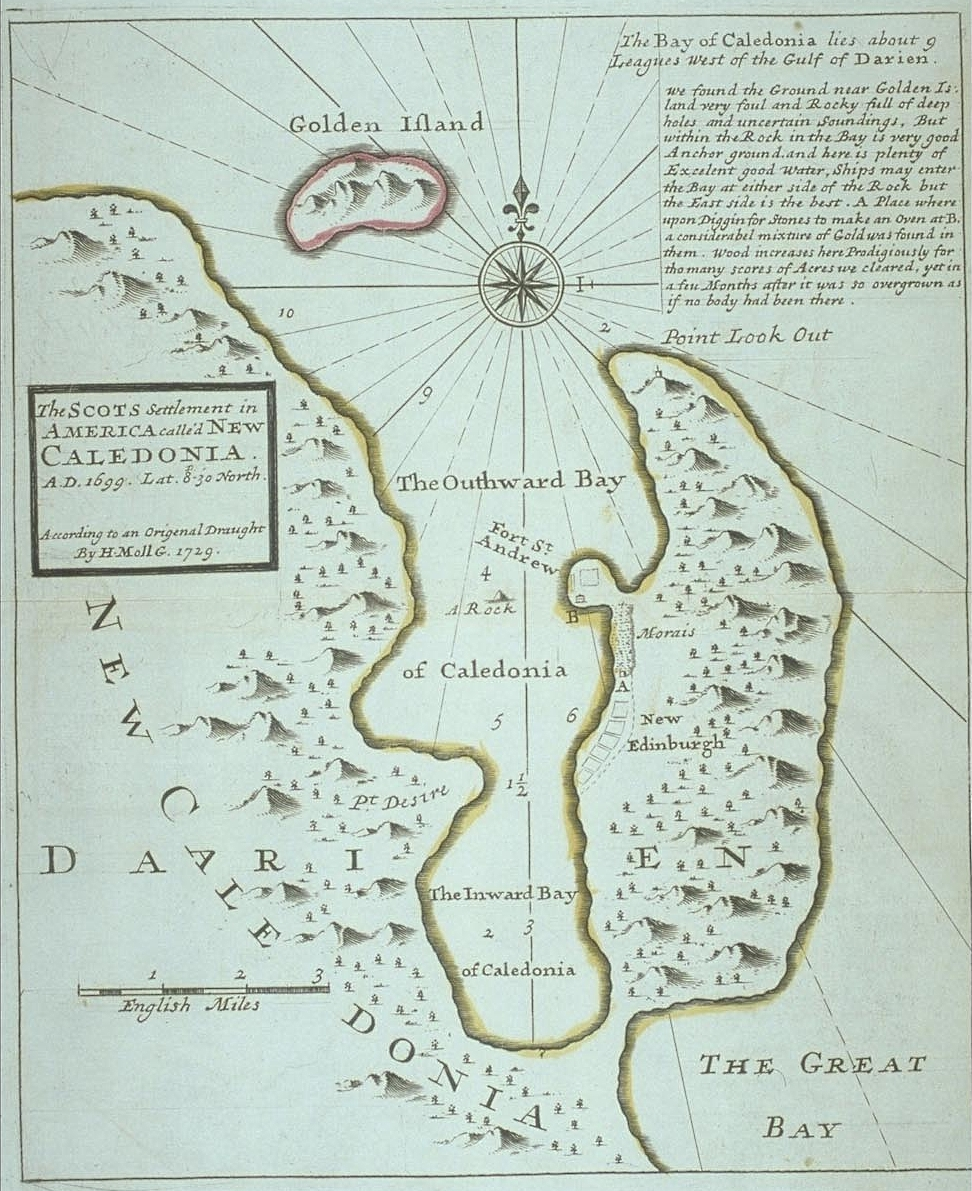
Karte der Bucht von Neukaledonien in Darién, Panama: Die schottische Besiedlung in Amerika genannt Neukaledonien. A.D. 1699. Lat. 8-30 Nord. Nach einer Originalzeichnung von 1729, 1736 von Herman Moll in London als Kupferstich gedruckt.

Das Darién-Projekt war der Versuch, eine schottische Kolonie in Panama zu etablieren. Das katastrophale Scheitern des Projekts brachte das Königreich Schottland an den Rand des Staatsbankrotts und beschleunigte so den Zusammenschluss mit dem Königreich England zum Königreich Großbritannien.

## Geschichte

### Die Company of Scotland
Im Laufe des 17. Jahrhunderts profitierte England zunehmend von seinen Kolonien in Übersee, insbesondere in Nordamerika. Seit 1603 war der König von England auch König von Schottland (bzw. die schottischen Stuarts erbten den englischen Thron), trotzdem blieb den Schotten der Zugang zu den englischen Kolonien verwehrt. Denn Kolonien standen zu diesem Zeitpunkt unter der Verwaltung einer Handelskompanie („company“), die ein Patent des Königs für die Kolonie besaß und damit das Recht, über die Beteiligung an einer Kolonie zu entscheiden. Die Schotten blieben ausgeschlossen, da sie keine englischen Bürger waren.
Der schottische Finanzexperte William Paterson, der in London die Bank of England gegründet und in England ein Vermögen gemacht hatte, glaubte, eine Lösung für das Dilemma gefunden zu haben: Er gründete die Company of Scotland – eine schottische Handelsgesellschaft – und plante eine Kolonie in Darién im heutigen Panama.
Das Subskriptionsbuch der Company of Scotland wurde am 13. November 1695 in London eröffnet: Man wollte die Stärke des englischen Geldmarktes ausnutzen. Innerhalb kurzer Zeit war das angestrebte Volumen von 300.000 Pfund gezeichnet. Ausgerechnet dieser erfolgreiche Auftakt löste die erste Krise der Company of Scotland aus: Im Zeitalter des Merkantilismus nahm man an, dass der Reichtum jeder Nation begrenzt sei und somit der Reichtum Englands von den Schotten abgezogen werde, um England Konkurrenz zu machen. Englische Kaufleute, vor allem die Britische Ostindien-Kompanie, sahen ihre Stellung gefährdet. Der Fall wurde im House of Lords diskutiert, wozu die (englischen) Vorstände der Company unter Strafandrohung geladen wurden. Eine Abordnung aus Vertretern beider Kammern des englischen Parlaments reiste zu König William in die Niederlande, um offiziellen Protest einzulegen. Der König unterschrieb ein Dokument, in dem er erklärte, von den Schotten in dieser Sache schlecht behandelt worden zu sein („ill-served in Scotland“).
Nachdem das Vorhaben als schottisch-englisches Gemeinschaftsunternehmen gescheitert war, entschloss sich die Company of Scotland, auf eigene Faust zu handeln. Durch ein vom schottischen Parlament verabschiedetes Gesetz autorisiert, legte die Company die Subskription in Schottland am 26. Februar 1696 erneut auf. Allein am ersten Tag wurden mehr als 50.000 Pfund gezeichnet. Da die „eigene Kolonie“ als nationales Projekt galt, zeichneten nicht nur reiche Bürger und Adlige, Städte und Gilden die Anleihen, sondern auch weniger Wohlhabende. Als das Ziel, 400.000 Pfund aufzubringen, bis auf 2.000 Pfund erreicht worden war, entschloss sich die Company of Scotland, die Subskriptionsliste am 3. August 1696 zu schließen. Schiffe wurden gechartert und ausgerüstet, Matrosen angeheuert und Siedler für die geplante Kolonie geworben. Sie sollte – den alten, keltisch-lateinischen Namen Schottlands Caledonia aufnehmend – New Caledonia heißen.

### Gründung und Untergang der Kolonie New Caledonia
Am 18. Juli 1698 hisste in Leith die erste, aus fünf Schiffen bestehende Flotte die Segel. Am 2. November 1698 erreichten sie die Küste von Darién. Als Stützpunkt errichteten die Kolonisten das Fort St. Andrews am Golf von Darién. Dann begannen sie, für die geplante Siedlung New Edinburgh den Urwald zu roden und Felder anzulegen. Doch schon bald zerstoben alle Hoffnungen: Das ausgewählte Gelände war moskito- und malariaverseucht (weshalb die benachbarten Kuna die Gegend mieden); die Böden waren wenig fruchtbar; mitgebrachte Vorräte verrotteten im tropischen Regen; das schwül-heiße Klima machte den gut 1200 Siedlern zu schaffen. Sie hungerten. Mehr und mehr erkrankten. Schließlich gab es täglich bis zu zehn Tote. Die Schiffe, deren Ladung über die Darién-Landenge zu den Pazifikhäfen hätte transportiert werden sollen (diese Geschäftsidee war ausschlaggebend für die Entscheidung für Panama), blieben aus.
Daraufhin ersuchten die Siedler in New Caledonia die englischen Kolonien in der Neuen Welt um Unterstützung. König William und sein Kabinett hätten der schottischen Siedlung New Edinburgh ebenso beistehen müssen wie denen von englischen Untertanen. Doch sie gaben anderen Interessen den Vorrang. U.a. wollten sie keinen Anlass für einen Konflikt mit Spanien liefern, das sich durch die Neugründung provoziert sah. Deshalb wurden die Gouverneure der englischen Kolonien von Massachusetts bis Jamaika angewiesen, den schottischen Siedlern keinerlei Hilfe zu leisten. Eine Delegation aus New Caledonia, die in Port Royal, der Hauptstadt der Kolonie Jamaika, um Hilfe flehte, wurde demgemäß abgewiesen. Im Stich gelassen, gaben die Siedler in New Edinburgh im Juli 1699 auf. Die kaum mehr seetüchtigen Schiffe segelten heim; doch nur eines von ihnen erreichte mit 300 Überlebenden Schottland.
Unterdessen war, da man vom Fehlschlag in Schottland noch nichts wusste, eine zweite Flotte mit weiteren 1140 Siedlern nach New Caledonia gesegelt, die am 30. November 1699 an Land gingen. Sie fanden nur verlassene Ruinen vor und machten sich daran, New Edinburgh wieder aufzubauen. Doch dann griffen spanische Kolonisten, die das Gebiet als zur Real Audiencia de Panamá gehörend beanspruchten, die „Eindringlinge“ an und belagerten Fort St. Andrews. Im März 1700 ergaben sich die letzten schottischen Siedler den Spaniern.

### Folgen des Scheiterns des Projektes
Den ersten Nachrichten aus Spanien über das Ende der Kolonie New Caledonia hatte man in Schottland keinen Glauben schenken wollen. Doch im Laufe des Jahres 1700 wurde den Investoren klar, dass das Projekt gescheitert war. Vom gezeichneten Gesamtkapital von 400.000 Pfund waren 153.448 Pfund bis zum Ende der Kolonie tatsächlich eingezahlt worden. Historiker schätzen, dass ein Viertel oder gar die Hälfte des gesamten liquiden schottischen Volksvermögens in die Company of Scotland eingebracht worden war. Nun hatten viele ihr gesamtes Kapital eingebüßt. Ihr Bankrott zog Kreise. Die Staatsfinanzen waren zerrüttet; auch der ansonsten erfolgreiche John Law vermochte sie nicht zu retten. 
Königin Anne sah nun die Gelegenheit, die Unabhängigkeit Schottlands vollends zu beseitigen. In den Jahren 1706/1707 wurde der Act of Union ausgehandelt, und England übernahm die schottischen Staatsschulden. Schottland wurde in eine Zollunion mit England und seinen Kolonien einbezogen. Dass der Unionsvertrag im schottischen Parlament am 16. Februar 1707 mit 110 zu 69 Stimmen angenommen wurde, lag auch daran, dass viele Abgeordnete für ihn stimmten, die durch das Darién-Projekt Geld verloren hatten und nun laut Unionsvertrag mit einer Entschädigung rechnen durften.

## Literarische Verarbeitung
- Douglas Galbraith: Die große Fahrt der Rising Sun. Fischer Verlag, Frankfurt/M. 2003, ISBN 3-596-50716-2.